# Oncidium tripudians
Oncidium tripudians är en orkidéart som först beskrevs av Heinrich Gustav Reichenbach och Josef Ritter von Rawicz Warszewicz, och fick sitt nu gällande namn av Mark W. Chase och Norris Hagan Williams. Oncidium tripudians ingår i släktet Oncidium och familjen orkidéer. Inga underarter finns listade i Catalogue of Life.